# Королівство Пенніни
Пеннінське королівство — кельтська держава на території сучасної Великої Британії, що утворилася наприкінці V століття. У 525 році розпалася, після чого почався занепад. Зрештою підкорено королівством Берніція.

## Історія
Утворилося близько 470 року після смерті Мора, онука Койла Старого, виділившись з королівства Ебраук. Пеннінами правили два покоління нащадків Мора. Після того як в 525 році його онук Пабо зрікся трону і пішов в монастир, Пенніни були розділені на дві частини: південну, що отримало назву Пік, і північну — Дунотінг (або Дунаут).
У 590 році англами з Берніції захоплено Пік, а 595 року — Дунотінг.

## Правителі
- Артуіс ап Мор, 470—500 роки
- Пабо Опора Бритів, 500—525 роки